# Liste der denkmalgeschützten Objekte in Levoča/A–K
Die Liste der denkmalgeschützten Objekte in Levoča/A–K enthält die 83 nach slowakischen Denkmalschutzvorschriften geschützten Objekte in der Gemeinde Levoča im Okres Levoča im Bereich der Straßen, die mit den Buchstaben zwischen A und K beginnen.

## Denkmäler
| Foto |                 | Denkmal / č. ÚZPF                                                                             | Standort / Konskr. Nr.                                       | Offizielle Beschreibung                                   | Beschreibung | Metadaten                                                                 |
| ---- | --------------- | --------------------------------------------------------------------------------------------- | ------------------------------------------------------------ | --------------------------------------------------------- | --- | ------------------------------------------------------------------------- |
| ja   | Datei hochladen | Burgmauer(sk) ObjektID: 704-2741/1                                                            | Standort KG: Levoča Konskr.Nr.:                              |                                                           | | č. NKP: 704-2741/1 Stand des NKP: 2012-02-08 Name: MÚR HRADBOVÝ           |
| ja   | Datei hochladen | befestigtes Tor(sk) ObjektID: 704-2741/2                                                      | Standort KG: Levoča Konskr.Nr.:                              | Košická brána                                             | Kosice Tor | č. NKP: 704-2741/2 Stand des NKP: 2012-02-08 Name: BRÁNA OPEVNENIA        |
|      | Datei hochladen | befestigtes Tor(sk) ObjektID: 704-2741/3                                                      | KG: Levoča Konskr.Nr.:                                       | Menhardská /Vrbovská                                      | Menhardská/Vrbovská | č. NKP: 704-2741/3 Stand des NKP: 2012-02-08 Name: BRÁNA OPEVNENIA        |
| ja   | Datei hochladen | befestigtes Tor(sk) ObjektID: 704-2741/4                                                      | Standort KG: Levoča Konskr.Nr.:                              | Poľská brána                                              | polnisches Tor | č. NKP: 704-2741/4 Stand des NKP: 2012-02-08 Name: BRÁNA OPEVNENIA        |
| ja   | Datei hochladen | Bastion(sk) ObjektID: 704-2741/5                                                              | Standort KG: Levoča Konskr.Nr.: 3143                         | hlavnej hradbovej línie; Pracháreň                        | Hauptbefestigungslinie | č. NKP: 704-2741/5 Stand des NKP: 2012-02-08 Name: BAŠTA                  |
|      | Datei hochladen | Bastion(sk) ObjektID: 704-2741/7                                                              | KG: Levoča Konskr.Nr.:                                       | hlavnej hradbovej línie; Múzeum                           | Hauptbefestigungslinie, Museum | č. NKP: 704-2741/7 Stand des NKP: 2012-02-08 Name: BAŠTA                  |
| ja   | Datei hochladen | Bastion(sk) ObjektID: 704-2741/8                                                              | KG: Levoča Konskr.Nr.:                                       | hlavnej hradbovej línie; Tlačiareň                        | Hauptbefestigungslinie, ? | č. NKP: 704-2741/8 Stand des NKP: 2012-02-08 Name: BAŠTA                  |
| ja   | Datei hochladen | Bastion(sk) ObjektID: 704-2741/9                                                              | KG: Levoča Konskr.Nr.:                                       | parkánová línia; Kolkáreň                                 | Vorburglinie | č. NKP: 704-2741/9 Stand des NKP: 2012-02-08 Name: BAŠTA                  |
| ja   | Datei hochladen | Bastion(sk) ObjektID: 704-2741/10                                                             | Standort KG: Levoča Konskr.Nr.:                              | hlavnej hradbovej línie                                   | Hauptbefestigungslinie | č. NKP: 704-2741/10 Stand des NKP: 2012-02-08 Name: BAŠTA                 |
|      | Datei hochladen | Vorburgmauer(sk) ObjektID: 704-2741/11                                                        | KG: Levoča Konskr.Nr.:                                       |                                                           | | č. NKP: 704-2741/11 Stand des NKP: 2012-02-08 Name: MÚR PARKANOVÝ         |
|      | Datei hochladen | Graben(sk) ObjektID: 704-2741/12                                                              | KG: Levoča Konskr.Nr.:                                       |                                                           | | č. NKP: 704-2741/12 Stand des NKP: 2012-02-08 Name: PRIEKOPA              |
| BW   | Datei hochladen | Bürgerhaus(sk) ObjektID: 704-2889/0                                                           | Dlhá ul. 7 Standort KG: Levoča Konskr.Nr.: 239               | priechodový,radový                                        | Reihenhaus, Passage | č. NKP: 704-2889/0 Stand des NKP: 2012-02-08 Name: DOM MEŠTIANSKY         |
|      | Datei hochladen | Bürgerhaus(sk) ObjektID: 704-10236/2                                                          | Gustáva Hermana ul. 33 KG: Levoča Konskr.Nr.: 232            | priechodový,radový                                        | Reihenhaus, Passage | č. NKP: 704-10236/2 Stand des NKP: 2012-02-08 Name: DOM MEŠTIANSKY        |
| BW   | Datei hochladen | Befestigungsmauer mit Tor(sk) ObjektID: 704-10236/3                                           | Gustáva Hermana ul. 33 Standort KG: Levoča Konskr.Nr.: 232   | tehla                                                     | | č. NKP: 704-10236/3 Stand des NKP: 2012-02-08 Name: MÚR OHRADNÝ S BRÁNOU  |
|      | Datei hochladen | Bürgerhaus(sk) ObjektID: 704-2770/0                                                           | Hermana Gustáva ul. 2 KG: Levoča Konskr.Nr.: 218             | priechodový,radový; dom s výškou                          | Reihenhaus, Passage | č. NKP: 704-2770/0 Stand des NKP: 2012-02-08 Name: DOM MEŠTIANSKY         |
| BW   | Datei hochladen | Bürgerhaus(sk) ObjektID: 704-2771/0                                                           | Hermana Gustáva ul. 3 Standort KG: Levoča Konskr.Nr.: 219    | prejazdový,radový                                         | Reihenhaus, Passage | č. NKP: 704-2771/0 Stand des NKP: 2012-02-08 Name: DOM MEŠTIANSKY         |
| BW   | Datei hochladen | Bürgerhaus(sk) ObjektID: 704-2772/0                                                           | Hermana Gustáva ul. 4 Standort KG: Levoča Konskr.Nr.: 220    | priechodový,radový                                        | Reihenhaus, Passage | č. NKP: 704-2772/0 Stand des NKP: 2012-02-08 Name: DOM MEŠTIANSKY         |
| BW   | Datei hochladen | Bürgerhaus(sk) ObjektID: 704-2773/0                                                           | Hermana Gustáva ul. 5 Standort KG: Levoča Konskr.Nr.: 221    | sieňový,radový                                            | Reihenhaus | č. NKP: 704-2773/0 Stand des NKP: 2012-02-08 Name: DOM MEŠTIANSKY         |
| BW   | Datei hochladen | Bürgerhaus(sk) ObjektID: 704-2774/0                                                           | Hermana Gustáva ul. 6 Standort KG: Levoča Konskr.Nr.: 222    | prejazdový,radový                                         | Reihenhaus, Passage | č. NKP: 704-2774/0 Stand des NKP: 2012-02-08 Name: DOM MEŠTIANSKY         |
|      | Datei hochladen | Bürgerhaus(sk) ObjektID: 704-2775/0                                                           | Hermana Gustáva ul. 9 KG: Levoča Konskr.Nr.: 232,225         | sieňový,nárožný                                           | Eckhaus | č. NKP: 704-2775/0 Stand des NKP: 2012-02-08 Name: DOM MEŠTIANSKY         |
|      | Datei hochladen | Bürgerhaus(sk) ObjektID: 704-2776/0                                                           | Hermana Gustáva ul. 13 KG: Levoča Konskr.Nr.: 229            | priechodový,radový                                        | Reihenhaus, Passage | č. NKP: 704-2776/0 Stand des NKP: 2012-02-08 Name: DOM MEŠTIANSKY         |
|      | Datei hochladen | Bürgerhaus(sk) ObjektID: 704-2777/0                                                           | Hermana Gustáva ul. 14 KG: Levoča Konskr.Nr.: 230            | priechodový,radový                                        | Reihenhaus, Passage | č. NKP: 704-2777/0 Stand des NKP: 2012-02-08 Name: DOM MEŠTIANSKY         |
| BW   | Datei hochladen | Bürgerhaus(sk) ObjektID: 704-2778/0                                                           | Hermana Gustáva ul. 15 Standort KG: Levoča Konskr.Nr.: 231   | prejazdový,radový                                         | Reihenhaus, Passage | č. NKP: 704-2778/0 Stand des NKP: 2012-02-08 Name: DOM MEŠTIANSKY         |
|      | Datei hochladen | Bürgerhaus(sk) ObjektID: 704-2928/2                                                           | Kláštorská ul. KG: Levoča Konskr.Nr.:                        | prejazdový,nárožný                                        | Eckhaus, Passage | č. NKP: 704-2928/2 Stand des NKP: 2012-02-08 Name: DOM MEŠTIANSKY II.     |
| BW   | Datei hochladen | Bürgerhaus(sk) ObjektID: 704-2742/0                                                           | Kláštorská ul. 12 Standort KG: Levoča Konskr.Nr.: 527        | prejazdový,radový; dom s výškou                           | Reihenhaus, Passage | č. NKP: 704-2742/0 Stand des NKP: 2012-02-08 Name: DOM MEŠTIANSKY         |
| BW   | Datei hochladen | Bürgerhaus(sk) ObjektID: 704-2743/0                                                           | Kláštorská ul. 13 Standort KG: Levoča Konskr.Nr.: 528        | priechodový,radový                                        | Reihenhaus, Passage | č. NKP: 704-2743/0 Stand des NKP: 2012-02-08 Name: DOM MEŠTIANSKY         |
| BW   | Datei hochladen | Bürgerhaus(sk) ObjektID: 704-2744/0                                                           | Kláštorská ul. 14 Standort KG: Levoča Konskr.Nr.: 529        | prejazdový,radový                                         | Reihenhaus, Passage | č. NKP: 704-2744/0 Stand des NKP: 2012-02-08 Name: DOM MEŠTIANSKY         |
| BW   | Datei hochladen | Bürgerhaus(sk) ObjektID: 704-2745/0                                                           | Kláštorská ul. 15 Standort KG: Levoča Konskr.Nr.:            | priechodový,radový                                        | Reihenhaus, Passage | č. NKP: 704-2745/0 Stand des NKP: 2012-02-08 Name: DOM MEŠTIANSKY         |
| BW   | Datei hochladen | Bürgerhaus(sk) ObjektID: 704-2746/0                                                           | Kláštorská ul. 16 Standort KG: Levoča Konskr.Nr.: 531        | prejazdový,radový                                         | Reihenhaus, Passage | č. NKP: 704-2746/0 Stand des NKP: 2012-02-08 Name: DOM MEŠTIANSKY         |
| ja   | Datei hochladen | Bürgerhaus(sk) ObjektID: 704-2747/0                                                           | Kláštorská ul. 17 Standort KG: Levoča Konskr.Nr.: 532        | priechodový,radový                                        | Reihenhaus, Passage | č. NKP: 704-2747/0 Stand des NKP: 2012-02-08 Name: DOM MEŠTIANSKY         |
| BW   | Datei hochladen | Bürgerhaus(sk) ObjektID: 704-2748/0                                                           | Kláštorská ul. 18 Standort KG: Levoča Konskr.Nr.: 533        | priechodový,radový                                        | Reihenhaus, Passage | č. NKP: 704-2748/0 Stand des NKP: 2012-02-08 Name: DOM MEŠTIANSKY         |
| BW   | Datei hochladen | Bürgerhaus(sk) ObjektID: 704-2749/0                                                           | Kláštorská ul. 19 Standort KG: Levoča Konskr.Nr.: 534        | prejazdový,radový                                         | Reihenhaus, Passage | č. NKP: 704-2749/0 Stand des NKP: 2012-02-08 Name: DOM MEŠTIANSKY         |
| BW   | Datei hochladen | Bürgerhaus(sk) ObjektID: 704-2750/0                                                           | Kláštorská ul. 20 Standort KG: Levoča Konskr.Nr.: 535        | priechodový,radový                                        | Reihenhaus, Passage | č. NKP: 704-2750/0 Stand des NKP: 2012-02-08 Name: DOM MEŠTIANSKY         |
| BW   | Datei hochladen | Bürgerhaus(sk) ObjektID: 704-2751/0                                                           | Kláštorská ul. 21 Standort KG: Levoča Konskr.Nr.: 536        | prejazdový,radový                                         | Reihenhaus, Passage | č. NKP: 704-2751/0 Stand des NKP: 2012-02-08 Name: DOM MEŠTIANSKY         |
| BW   | Datei hochladen | Bürgerhaus(sk) ObjektID: 704-2752/0                                                           | Kláštorská ul. 22 Standort KG: Levoča Konskr.Nr.: 537        | prejazdový,radový                                         | Reihenhaus, Passage | č. NKP: 704-2752/0 Stand des NKP: 2012-02-08 Name: DOM MEŠTIANSKY         |
| BW   | Datei hochladen | Bürgerhaus(sk) ObjektID: 704-2753/0                                                           | Kláštorská ul. 23 Standort KG: Levoča Konskr.Nr.: 538        | prejazdový,radový                                         | Reihenhaus, Passage | č. NKP: 704-2753/0 Stand des NKP: 2012-02-08 Name: DOM MEŠTIANSKY         |
| ja   | Datei hochladen | Schule(sk) ObjektID: 704-2754/0                                                               | Kláštorská ul. 24 Standort KG: Levoča Konskr.Nr.: 539        | chodbová,nárožná; Dievčenská kláštorná škola              | Eckhaus, Passage, Mädchenklosterschule | č. NKP: 704-2754/0 Stand des NKP: 2012-02-08 Name: ŠKOLA                  |
| BW   | Datei hochladen | Bürgerhaus(sk) ObjektID: 704-2755/0                                                           | Kláštorská ul. 25 Standort KG: Levoča Konskr.Nr.: 541        | prejazdový,nárožný                                        | Eckhaus, Passage | č. NKP: 704-2755/0 Stand des NKP: 2012-02-08 Name: DOM MEŠTIANSKY         |
| BW   | Datei hochladen | Bürgerhaus(sk) ObjektID: 704-2756/0                                                           | Kláštorská ul. 26 Standort KG: Levoča Konskr.Nr.: 542        | prejazdový,radový                                         | Reihenhaus, Passage | č. NKP: 704-2756/0 Stand des NKP: 2012-02-08 Name: DOM MEŠTIANSKY         |
| BW   | Datei hochladen | Bürgerhaus(sk) ObjektID: 704-2757/0                                                           | Kláštorská ul. 27 Standort KG: Levoča Konskr.Nr.: 543        | sieňový+prejazd,radový                                    | Reihenhaus, Passage | č. NKP: 704-2757/0 Stand des NKP: 2012-02-08 Name: DOM MEŠTIANSKY         |
| ja   | Datei hochladen | Bürgerhaus(sk) ObjektID: 704-2758/0                                                           | Kláštorská ul. 28 Standort KG: Levoča Konskr.Nr.: 544        | priechodový,radový                                        | Reihenhaus, Passage | č. NKP: 704-2758/0 Stand des NKP: 2012-02-08 Name: DOM MEŠTIANSKY         |
| BW   | Datei hochladen | Bürgerhaus(sk) ObjektID: 704-2759/0                                                           | Kláštorská ul. 29 Standort KG: Levoča Konskr.Nr.: 545        | priechodový,radový; dom s výškou                          | Reihenhaus, Passage | č. NKP: 704-2759/0 Stand des NKP: 2012-02-08 Name: DOM MEŠTIANSKY         |
| ja   | Datei hochladen | Bürgerhaus(sk) ObjektID: 704-2760/0                                                           | Kláštorská ul. 30 Standort KG: Levoča Konskr.Nr.: 546        | priechodový,radový; dom s výškou                          | Reihenhaus, Passage | č. NKP: 704-2760/0 Stand des NKP: 2012-02-08 Name: DOM MEŠTIANSKY         |
| ja   | Datei hochladen | Bürgerhaus(sk) ObjektID: 704-2761/0                                                           | Kláštorská ul. 31 Standort KG: Levoča Konskr.Nr.: 547        | priechodový,radový                                        | Reihenhaus, Passage | č. NKP: 704-2761/0 Stand des NKP: 2012-02-08 Name: DOM MEŠTIANSKY         |
| BW   | Datei hochladen | Bürgerhaus(sk) ObjektID: 704-2762/0                                                           | Kláštorská ul. 32 Standort KG: Levoča Konskr.Nr.: 548        | prejazdový,radový                                         | Reihenhaus, Passage | č. NKP: 704-2762/0 Stand des NKP: 2012-02-08 Name: DOM MEŠTIANSKY         |
| BW   | Datei hochladen | Bürgerhaus(sk) ObjektID: 704-2763/0                                                           | Kláštorská ul. 33 Standort KG: Levoča Konskr.Nr.: 549        | prejazdový,radový                                         | Reihenhaus, Passage | č. NKP: 704-2763/0 Stand des NKP: 2012-02-08 Name: DOM MEŠTIANSKY         |
| BW   | Datei hochladen | Bürgerhaus(sk) ObjektID: 704-2764/0                                                           | Kláštorská ul. 34 Standort KG: Levoča Konskr.Nr.: 550        | prejazdový,radový                                         | Reihenhaus, Passage | č. NKP: 704-2764/0 Stand des NKP: 2012-02-08 Name: DOM MEŠTIANSKY         |
| BW   | Datei hochladen | Bürgerhaus(sk) ObjektID: 704-2765/0                                                           | Kláštorská ul. 35 Standort KG: Levoča Konskr.Nr.: 551        | sieňový+prejazd,radový                                    | Reihenhaus, Passage | č. NKP: 704-2765/0 Stand des NKP: 2012-02-08 Name: DOM MEŠTIANSKY         |
| ja   | Datei hochladen | Bürgerhaus(sk) ObjektID: 704-2766/0                                                           | Kláštorská ul. 36 Standort KG: Levoča Konskr.Nr.: 552        | priechodový,nárožný                                       | Eckhaus, Passage | č. NKP: 704-2766/0 Stand des NKP: 2012-02-08 Name: DOM MEŠTIANSKY         |
| ja   | Datei hochladen | Gymnasium(sk) ObjektID: 704-2767/0                                                            | Kláštorská ul. 37 Standort KG: Levoča Konskr.Nr.: 553        | chodbová,nárožná; gymnázium                               | Eckhaus | č. NKP: 704-2767/0 Stand des NKP: 2012-02-08 Name: GYMNÁZIUM              |
| ja   | Datei hochladen | Minoritenkloster(sk) ObjektID: 704-2768/1                                                     | Kláštorská ul. 38 Standort KG: Levoča Konskr.Nr.: 554        | gymnázium,starý minoritský k.                             | Gymnasium, altes Minoritenkloster | č. NKP: 704-2768/1 Stand des NKP: 2012-02-08 Name: KLÁŠTOR MINORITOV      |
| ja   | Datei hochladen | Pfarrkirche St. Ladislaus mit neugotischem Turm(sk) Alte Minoritenkirche ObjektID: 704-2768/2 | Kláštorská ul. 39 Standort KG: Levoča Konskr.Nr.: 555        | r.k.P.M.Kráľ.anj.,sv.Lad.; klášt.,gymn.,čierny,starý,jezu | Der neugotische Turm wurde Mitte des 19. Jhdts. errichtet, nachdem Ende des 18. Jhdt. der alte Turm wegen Brandschäden abgerissen werden musste. | č. NKP: 704-2768/2 Stand des NKP: 2012-02-08 Name: KOSTOL                 |
| ja   | Datei hochladen | Statue(sk) ObjektID: 704-2768/3                                                               | Kláštorská ul. Standort KG: Levoča Konskr.Nr.:               | Panna Mária                                               | Jungfrau Maria | č. NKP: 704-2768/3 Stand des NKP: 2012-02-08 Name: SOCHA                  |
|      | Datei hochladen | Wirtschaftsgebäude(sk) ObjektID: 704-2941/2                                                   | Kláštorská ul. KG: Levoča Konskr.Nr.: 60                     | murovaná; stodola,trafostanica                            | Scheune, Transformatorenstation | č. NKP: 704-2941/2 Stand des NKP: 2012-02-08 Name: STAVBA HOSPODÁRSKA     |
| ja   | Datei hochladen | Verwaltungsgebäude(sk) ObjektID: 704-4485/0                                                   | Kluberta Štefana nám. 6 Standort KG: Levoča Konskr.Nr.: 678  | solitér; Župný súd,sédria,krajský súd                     | ehem. Amtsgericht, Landgericht | č. NKP: 704-4485/0 Stand des NKP: 2012-02-08 Name: BUDOVA ADMINISTRATÍVNA |
| ja   | Datei hochladen | Schule(sk) ObjektID: 704-4486/0                                                               | Kluberta Štefana nám. 10 Standort KG: Levoča Konskr.Nr.: 680 | chodbová,solitér; Bývalá štátna reálka                    | Ehemalige Staatsrealschule | č. NKP: 704-4486/0 Stand des NKP: 2012-02-08 Name: ŠKOLA                  |
| ja   | Datei hochladen | Bürgerhaus(sk) ObjektID: 704-2863/0                                                           | Košická ul. 1 KG: Levoča Konskr.Nr.: 65                      | v opevnení                                                | die Befestigungsanlagen | č. NKP: 704-2863/0 Stand des NKP: 2012-02-08 Name: DOM MEŠTIANSKY         |
| ja   | Datei hochladen | Minoritenkonvent(sk) ObjektID: 704-2864/1                                                     | Košická ul. 2 Standort KG: Levoča Konskr.Nr.: 66             | minoritov; nový minoritský                                | neue Minoriten | č. NKP: 704-2864/1 Stand des NKP: 2012-02-08 Name: KONVENT MINORITOV      |
| ja   | Datei hochladen | Kirche(sk) ObjektID: 704-2864/2                                                               | Košická ul. 2 Standort KG: Levoča Konskr.Nr.: 66             | r.k.sv.Ducha; nový minoritský kláštorný kos.              | römisch-katholische Heiliggeistkirche, Kirche des Minoritenklosters                                                                              | č. NKP: 704-2864/2 Stand des NKP: 2012-02-08 Name: KOSTOL                 |
| ja   | Datei hochladen | Bürgerhaus(sk) ObjektID: 704-2865/0                                                           | Košická ul. 3 Standort KG: Levoča Konskr.Nr.: 67             | prejazdový,nárožný                                        | Eckhaus, Passage | č. NKP: 704-2865/0 Stand des NKP: 2012-02-08 Name: DOM MEŠTIANSKY         |
| ja   | Datei hochladen | Bürgerhaus(sk) ObjektID: 704-2866/0                                                           | Košická ul. 4 Standort KG: Levoča Konskr.Nr.: 68             | prejazdový,radový                                         | Reihenhaus, Passage | č. NKP: 704-2866/0 Stand des NKP: 2012-02-08 Name: DOM MEŠTIANSKY         |
| ja   | Datei hochladen | Bürgerhaus(sk) ObjektID: 704-2867/0                                                           | Košická ul. 5 Standort KG: Levoča Konskr.Nr.: 69             | priechodový,radový                                        | Reihenhaus, Passage | č. NKP: 704-2867/0 Stand des NKP: 2012-02-08 Name: DOM MEŠTIANSKY         |
| ja   | Datei hochladen | Bürgerhaus(sk) ObjektID: 704-2868/0                                                           | Košická ul. 6 Standort KG: Levoča Konskr.Nr.: 70             | prejazdový,radový                                         | Reihenhaus, Passage | č. NKP: 704-2868/0 Stand des NKP: 2012-02-08 Name: DOM MEŠTIANSKY         |
| ja   | Datei hochladen | Bürgerhaus(sk) ObjektID: 704-2869/0                                                           | Košická ul. 7 Standort KG: Levoča Konskr.Nr.: 71             | prejazdový,radový                                         | Reihenhaus, Passage | č. NKP: 704-2869/0 Stand des NKP: 2012-02-08 Name: DOM MEŠTIANSKY         |
| BW   | Datei hochladen | Bürgerhaus(sk) ObjektID: 704-2870/0                                                           | Košická ul. 8 Standort KG: Levoča Konskr.Nr.: 72             | prejazdový,nárožný                                        | Eckhaus, Passage | č. NKP: 704-2870/0 Stand des NKP: 2012-02-08 Name: DOM MEŠTIANSKY         |
| ja   | Datei hochladen | Bürgerhaus(sk) ObjektID: 704-2871/0                                                           | Košická ul. 9 Standort KG: Levoča Konskr.Nr.: 73             | prejazdový,nárožný                                        | Eckhaus, Passage | č. NKP: 704-2871/0 Stand des NKP: 2012-02-08 Name: DOM MEŠTIANSKY         |
| ja   | Datei hochladen | Bürgerhaus(sk) ObjektID: 704-2872/1                                                           | Košická ul. 10 Standort KG: Levoča Konskr.Nr.: 74            | sieňový+prejazdový,radový; sieňový dom s prejazdom        | Reihenhaus, Passage, Vorhof | č. NKP: 704-2872/1 Stand des NKP: 2012-02-08 Name: DOM MEŠTIANSKY         |
| ja   | Datei hochladen | Bürgerhaus(sk) ObjektID: 704-2873/0                                                           | Košická ul. 11 Standort KG: Levoča Konskr.Nr.: 75            | prejazdový,radový                                         | Reihenhaus, Passage | č. NKP: 704-2873/0 Stand des NKP: 2012-02-08 Name: DOM MEŠTIANSKY         |
| ja   | Datei hochladen | Bürgerhaus(sk) ObjektID: 704-2874/0                                                           | Košická ul. 12 Standort KG: Levoča Konskr.Nr.: 76            | prejazdový,radový                                         | Reihenhaus, Passage | č. NKP: 704-2874/0 Stand des NKP: 2012-02-08 Name: DOM MEŠTIANSKY         |
| ja   | Datei hochladen | Bürgerhaus(sk) ObjektID: 704-2875/0                                                           | Košická ul. 13 Standort KG: Levoča Konskr.Nr.: 77            | prejazdový,radový                                         | Reihenhaus, Passage | č. NKP: 704-2875/0 Stand des NKP: 2012-02-08 Name: DOM MEŠTIANSKY         |
| ja   | Datei hochladen | Bürgerhaus(sk) ObjektID: 704-2876/0                                                           | Košická ul. 14 Standort KG: Levoča Konskr.Nr.: 78,1189       | sieňový,radový                                            | Reihenhaus, Vorhof | č. NKP: 704-2876/0 Stand des NKP: 2012-02-08 Name: DOM MEŠTIANSKY         |
| ja   | Datei hochladen | Bürgerhaus(sk) ObjektID: 704-2877/0                                                           | Košická ul. 15 Standort KG: Levoča Konskr.Nr.: 79            | prejazdový,radový                                         | Reihenhaus, Passage, Hotel | č. NKP: 704-2877/0 Stand des NKP: 2012-02-08 Name: DOM MEŠTIANSKY         |
| ja   | Datei hochladen | Bürgerhaus(sk) ObjektID: 704-2878/0                                                           | Košická ul. 16 Standort KG: Levoča Konskr.Nr.: 80            | prejazdový,radový                                         | Reihenhaus, Passage | č. NKP: 704-2878/0 Stand des NKP: 2012-02-08 Name: DOM MEŠTIANSKY         |
| ja   | Datei hochladen | Bürgerhaus(sk) ObjektID: 704-2879/0                                                           | Košická ul. 17 Standort KG: Levoča Konskr.Nr.: 81            | prejazdový,radový                                         | Reihenhaus, Passage | č. NKP: 704-2879/0 Stand des NKP: 2012-02-08 Name: DOM MEŠTIANSKY         |
| BW   | Datei hochladen | Bürgerhaus(sk) ObjektID: 704-2880/0                                                           | Košická ul. 18 Standort KG: Levoča Konskr.Nr.: 82            | prejazdový,radový                                         | Reihenhaus, Passage | č. NKP: 704-2880/0 Stand des NKP: 2012-02-08 Name: DOM MEŠTIANSKY         |
| BW   | Datei hochladen | Bürgerhaus(sk) ObjektID: 704-2881/0                                                           | Košická ul. 19 Standort KG: Levoča Konskr.Nr.: 83            | prejazdový,radový                                         | Reihenhaus, Passage | č. NKP: 704-2881/0 Stand des NKP: 2012-02-08 Name: DOM MEŠTIANSKY         |
| BW   | Datei hochladen | Bürgerhaus(sk) ObjektID: 704-2882/0                                                           | Košická ul. 20 Standort KG: Levoča Konskr.Nr.: 84            | priechodový,radový                                        | Reihenhaus, Passage | č. NKP: 704-2882/0 Stand des NKP: 2012-02-08 Name: DOM MEŠTIANSKY         |
| BW   | Datei hochladen | Bürgerhaus(sk) ObjektID: 704-2883/0                                                           | Košická ul. 21 Standort KG: Levoča Konskr.Nr.: 85            | priechodový,radový                                        | Reihenhaus, Passage | č. NKP: 704-2883/0 Stand des NKP: 2012-02-08 Name: DOM MEŠTIANSKY         |
| BW   | Datei hochladen | Bürgerhaus(sk) ObjektID: 704-2884/0                                                           | Košická ul. 22 Standort KG: Levoča Konskr.Nr.: 86            | prejazdový,radový                                         | Reihenhaus, Passage | č. NKP: 704-2884/0 Stand des NKP: 2012-02-08 Name: DOM MEŠTIANSKY         |
| BW   | Datei hochladen | Bürgerhaus(sk) ObjektID: 704-2885/0                                                           | Košická ul. 23 Standort KG: Levoča Konskr.Nr.: 87            | prejazdový,radový                                         | Reihenhaus, Passage | č. NKP: 704-2885/0 Stand des NKP: 2012-02-08 Name: DOM MEŠTIANSKY         |
| BW   | Datei hochladen | Bürgerhaus(sk) ObjektID: 704-2886/0                                                           | Košická ul. 24 Standort KG: Levoča Konskr.Nr.: 88            | priechodový,radový                                        | Reihenhaus, Passage | č. NKP: 704-2886/0 Stand des NKP: 2012-02-08 Name: DOM MEŠTIANSKY         |
| ja   | Datei hochladen | Bürgerhaus(sk) ObjektID: 704-2887/0                                                           | Košická ul. 25 Standort KG: Levoča Konskr.Nr.: 89            | prejazdový,nárožný                                        | Eckhaus, Passage | č. NKP: 704-2887/0 Stand des NKP: 2012-02-08 Name: DOM MEŠTIANSKY         |
| BW   | Datei hochladen | Bürgerhaus(sk) ObjektID: 704-2888/0                                                           | Košická ul. 26 Standort KG: Levoča Konskr.Nr.: 90            | v opevnení,nárožný; dom s podjazdom pri Košickej b        | Eckhaus, Haus mit Passage vor dem Kosice Tor | č. NKP: 704-2888/0 Stand des NKP: 2012-02-08 Name: DOM MEŠTIANSKY         |

## Legende
Die Tabelle enthält im Einzelnen folgende Informationen:
| Foto:                    | Fotografie des Denkmals. |
| Denkmal / č. ÚZPF:       | Die Übersetzung der Bezeichnung des Denkmals, wie sie vom Slowakischen Denkmalamt (Pamiatkový úrad Slovenskej republiky) verwendet wird. Die Originalbezeichnung ist unter dem Fragezeichen angegeben. Fehlt die Übersetzung, so wird die Originalbezeichnung direkt angezeigt. Weiters ist die Objekt-Identifikationsnummer (Objekt ID) angeführt. Sie ist die offizielle, in der Slowakei eindeutige Nummer č. ÚZPF inklusive der zugehörigen Zählnummer, wie sie in den Daten des Denkmalamtes angegeben wird. Da diese nur innerhalb eines Landkreises gezählt wird, ist dessen Nummer der Denkmalnummer vorangestellt. |
| Standort:                | Wenn in der Liste vorhanden, ist die Adresse angegeben. In Klammern kann sich noch eine zusätzliche Adresse befinden, wenn es beispielsweise ein Eckhaus ist. Bei freistehenden Objekten ohne Adresse (zum Beispiel bei Bildstöcken) ist eine Adresse angegeben, die in der Nähe des Objekts liegt. Durch Aufruf des Links Standort wird die Lage des Denkmals in verschiedenen Kartenprojekten angezeigt. Darunter sind die Katastralgemeinde (KG) und, wenn vorhanden, die Konskriptionsnummer (Konskr. Nr.) angegeben.                                                                                                   |
| Offizielle Beschreibung: | Es ist die Kurzbeschreibung auf Slowakisch, wie sie in den offiziellen Listen angegeben ist, eingetragen. |
| Beschreibung:            | Kurze Angaben zum Denkmal auf Deutsch. |
| Metadaten:               | Zusätzlich werden, wenn in den persönlichen Einstellungen das Helferlein Dauerhaftes Einblenden von Metadaten aktiviert ist, ebensolche angezeigt. |

- Karte mit allen Koordinaten:
- OSM |
- WikiMap